# 스콜피온 킹 3: 더 배틀 포 리뎀션
《스콜피온 킹 3: 더 배틀 포 리뎀션》(영어: The Scorpion King 3: Battle for Redemption)은 미국에서 제작된 룰 레이네 감독의 2012년 검마 판타지 액션 모험 비디오 영화이다. 《스콜피온 킹》(2002)에서 이야기가 이어진다. 빅터 웹스터, 테무에라 모리슨, 데이브 버티스타 등이 출연하였다.
2015년 속편 《스콜피온 킹: 더 로스트 스론》이 출시되었다.

## 출연진
- 빅터 웹스터
- 보스틴 크리스토퍼
- 테무에라 모리슨
- 크리수딸 위
- 설리나 로
- 케빈 "킴보 슬라이스" 퍼거슨
- 데이브 버티스타
- 빌리 제인
- 론 펄먼
- 켈리 후
- 제프리 줄리아노